# Monolepta miltinoptera
Monolepta miltinoptera – gatunek chrząszcza z rodziny stonkowatych, podrodziny Galerucinae.
Gatunek tan opisany został w 1909 roku przez Juliusa Weise'a.
Chrząszcz o ciele długości od 5,3 do 6,1 mm. Głowę, przedplecze, śródtułów i zatułów ma żółtawoczerwone do czerwonych, pokrywy jednobarwnie karminowoczerwone, tarczkę i odwłok czerwone, czułki całe żółte, a odnóża żółte do rudożółtych. Czułki ma smuklejsze niż M. alluaudi, o członie trzecim niedłuższym niż u szczytu szerokim. Samiec ma edeagus o prawie stożkowatym płacie środkowym, w widoku bocznym nieco nabrzmiałym w wierzchołkowej ⅓. U samicy spermateka ma długą, smukłą część środkową cornu i duży nodulus, grzbietowa strona sklerytów torebki kopulacyjnej jest wydłużona i z mocnymi kolcami, zaś brzuszna strona owych sklerytów piłkowana na zewnętrznym brzegu.
Owad afrotropikalny, znany z Kenii i Tanzanii, z rejonu gór Kenia i Kilimandżaro.